# Butcher Babies
I Butcher Babies sono un gruppo heavy metal statunitense, fondato nel 2010 a Los Angeles, California, da Heidi Shepherd e Carla Harvey, entrambe ex modelle di Playboy.

## Storia

### La prima pubblicazione e il successo (2010-2012)
I Butcher Babies pubblicarono autonomamente il primo EP nel 2011 e a luglio dello stesso anno, Carla Harvey, in collaborazione con l'illustratore Anthony Winn, il 23 luglio 2011 pubblicò, in occasione del San Diego Comic Con International, un fumetto. Keith Valcourt affermò che i Butcher Babies erano «la band più sexy del pianeta» e, nella sua critica di un live del gruppo, che «i Butcher Babies danno al pubblico una miscela di heav metal, punk e thrash che richiama i Pantera, aggiungendo ai loro spettacoli elementi horror, che richiamano i grotteschi Alice Cooper e Rob Zombie. Carla e Heidi non si limitano a cantare: assaltano la folla con immagini di aggressioni e abusi. E la folla le ama per questo.». Guadagnarono molta attenzione grazie alla cover del brano Fucking Hostile dei Pantera.
Il 6 gennaio 2012, pubblicarono il singolo Mr. Slowdeath, seguito il 24 maggio da un video musicale prodotto da Mudrock.

### Goliath(2013-2014)
Il gruppo firmò un contratto con la Century Media Records nel novembre 2012 e il mese successivo intrapresero un tour a supporto di Marilyn Manson. Pochi giorni dopo la fine del tour, il gruppo entrò in studio, con il produttore Josh Wilbur (Gojira, Lamb of God, Hatebreed), per registrare il loro album di debutto.
Il 6 giugno 2013, venne pubblicato il singolo I Smell a Massacre, seguito il 20 giugno da The Deathsurround. Il 9 luglio 2013, venne pubblicato Goliath che riuscì a vendere 3 300 copie nella prima settimana, raggiungendo la posizione 107 nella Billboard 200.
Nel 2014, il gruppo parteciperà al The Hell Pop Tour II al fianco di In This Moment, Devour the Day, All Hail the Yeti e Before the Mourning.
L'8 gennaio 2014 viene pubblicato il video musicale per il brano I Smell a Massacre.
Il 30 settembre 2014 negli Stati Uniti e il 6 ottobre in Europa viene pubblicato l'EP Uncovered.

### Take It Like a Man(2015-2022)
Nel novembre 2014 il gruppo cominciò a lavorare ad un nuovo album che venne completato ufficialmente nell'aprile 2015. Nel maggio successivo, durante un'intervista con l'emittente statunitense Rock Rage Radio, le due cantanti confermarono la riuscita dell'album, ma annunciarono che mancava ancora un titolo definitivo, in quanto la casa discografica non aveva accettato il titolo proposto dal gruppo; alla fine di maggio, il gruppo annunciò di essere riuscito a trovare un accordo sul titolo dell'album con la Century Media Records.
Il 10 giugno 2015 il gruppo pubblica Monsters Ball, primo singolo estratto dal nuovo album. Take It Like a Man è stato pubblicato il 21 agosto.

### Eye For An Eye... ...'Til The World's Blinde l'abbandono di Carla Harvey (2023-presente)
Il 7 luglio 2023 vengono pubblicati in contemporanea gli album Eye For An Eye... e ...'Til The World's Blind.
Nel 2024 Carla Harvey ha lasciato il gruppo.

## Stile e influenze
Il gruppo afferma di essere influenzato da Marilyn Manson, Slayer, Slipknot e molti altri gruppi del mondo thrash e nu metal. Tuttavia, il gruppo di maggiore influenza è quello punk rock dei Plasmatics. In un'intervista hanno affermato «Siamo grandi fan di Wendy O. Williams. Abbiamo preso ispirazione per il nome proprio da una canzone dei Plasmatics, Butcher Baby. Wendy era cazzuta… non le importava di quello che pesavano gli altri… e noi condividiamo il suo modo di pensare». In un'intervista a Revolver Magazine, Carla Harvey affermò: «Essendo una bambina multirazziale cresciuta nell'area di Detroit, ho avuto molti problemi amando l'hard rock e il metal, e vedere molti artisti afro-americani suonare la musica che io amavo mi ha resa abbastanza forte da dire "Fottetevi, amerò quello che voglio".». Mentre Heidi ha affermato «I miei eroi sono Slipknot, Wendy O. Williams, Gwen Stefani e Joan Jett. Molti di loro sono donne e sfidano la predominanza maschile nella musica! Non possiamo tirar fuori le palle, quindi mostriamo le tette. I BUTCHER BABIES sono true slut metal: facciamo quel che vogliamo, nel modo che vogliamo.». Hanno, inoltre, affermato di essere stati profondamente influenzati da film horror tra cui Non aprite quella porta, La casa dei 1000 corpi e La casa del diavolo.

## Formazione

### Formazione attuale
- Heidi Shepherd – voce, voce death (2010-presente)
- Henry Flury – chitarra (2010-presente)
- Chrissy Warner – batteria (2010-presente)
- Ricky Bonazza – basso (2020-presente)

### Ex componenti
- Jason Klein – basso (2010-2019)
- Carla Harvey – voce, voce death (2010-2024)

## Discografia

### Album in studio
- 2013 – Goliath
- 2015 – Take It Like a Man
- 2017 – Lilith
- 2023 – Eye For An Eye...
- 2023 – ...'Til The World's Blind

### EP
- 2012 – Butcher Babies
- 2014 – Uncovered

### Singoli
- 2012 – Mr. Slowdeath
- 2013 – I Smell a Massacre
- 2013 – The Deathsurround
- 2013 – Magnolia Blvd.
- 2014 – They're Coming Take Me Away (cover di Napoleon XIV)
- 2015 – Monsters Ball